# リル・ピープ
リル・ピープ（Lil Peep、本名：グスタフ・イライジャ・アール（Gustav Elijah Åhr）、1996年11月1日 - 2017年11月15日）は、アメリカ合衆国のラッパー、歌手、ソングライター、音楽プロデューサー。
2016年頃から人気が広がり、エモ・ラップの担い手として知られていたが、2017年11月15日にフェンタニルの過剰摂取により事故死した。

## 来歴

### 生涯
1996年11月1日、リル・ピープことグスタフ・イラジャ・アールはペンシルベニア州アレンタウンで生まれ、ニューヨーク州ロングアイランドで育った。両親は共にハーバード大学の卒業生であり、母リザ・ウーマックは小学校の教師で父は大学の教授である。ピープはスウェーデン系、ドイツ系、アイルランド系の家系である。両親はピープが10代の頃に離婚した。
ピープはニューヨーク州ナッソー郡リドビーチにある、ロング・ビーチ・ハイスクールに通っていた。勉強が良くできたため、常に成績上位者リストに名前があったにもかかわらずほぼ学校には通わず、高校を中退しオンライン学習によって卒業資格を得た。それから間もなくしてYouTubeやSoundCloudに曲を投稿し始めた。

ピープが17歳の時にロサンゼルスに移り、本格的に音楽のキャリアをスタートさせる。

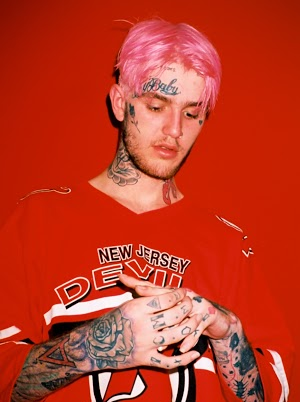
Lil Peep（2017年）

2015年、初のミックステープ『Lli Peep Part One』をリリース、最初の1週間で4000回再生された。その後、初のEP『Feelz』と別のミックステープ『Life Forever』をリリースした。
2016年、2つのフルレングス・ミックステープ『Crybaby』と『Hellboy』をリリースした。
2017年5月、ロックバンドのミネラルがリル・ピープの楽曲「Hollywood Dreamin」は、ミネラルの曲「LoveLetterTypewriter」を無許可・クレジットなしでサンプリングしており、著作権侵害であると非難した。これに対してピープは単にサンプルによって「show some love」を試みているだけだと語った。
2017年6月2日、自身のインスタグラムアカウントにてデビューアルバム『Come Over When You're Sober, Pt. 1』を発表。2017年8月11日にリリース予定だったが、少し遅れて2017年8月15日にリリースされた。
リル・ピープはアルバムツアー「Come Over When You're Sober」を発表。2017年8月2日に始まり2017年11月17日に終わる予定だっだが、2017年11月15日のピープの死により予定より2日早く終了した。

### 死後
リル・ピープは多作だった為、生前に完成していたいくつかの曲やプロジェクトが死後になってリリースされた。まずピープの死後24時間以内にビデオフォトグラファーのWiggyが「Sixteen Lines」のオフィシャルビデオをリリースする。
2018年1月12日、マシュメロとコラボレーションした「Spotlight」を公式リリースした。1月15日、ジューシー・Jがリル・ピープとウィズ・カリファをフィーチャーした「Got Em Like」を公式リリースした。1月27日、Teddyはコラボレーションした「Dreams＆Nightmares」を公式リリースしている。9月19日、同時期に亡くなったXXXテンタシオンとの楽曲「Falling Down」をリリース。同曲を収録した2作目のアルバム『Come Over When You're Sober, Pt. 2』は11月9日にリリースされた。
2019年1月31日、生前親しくしていたアイラヴマコーネンとの楽曲「I've Been Waiting」をリリースした。

## 急死

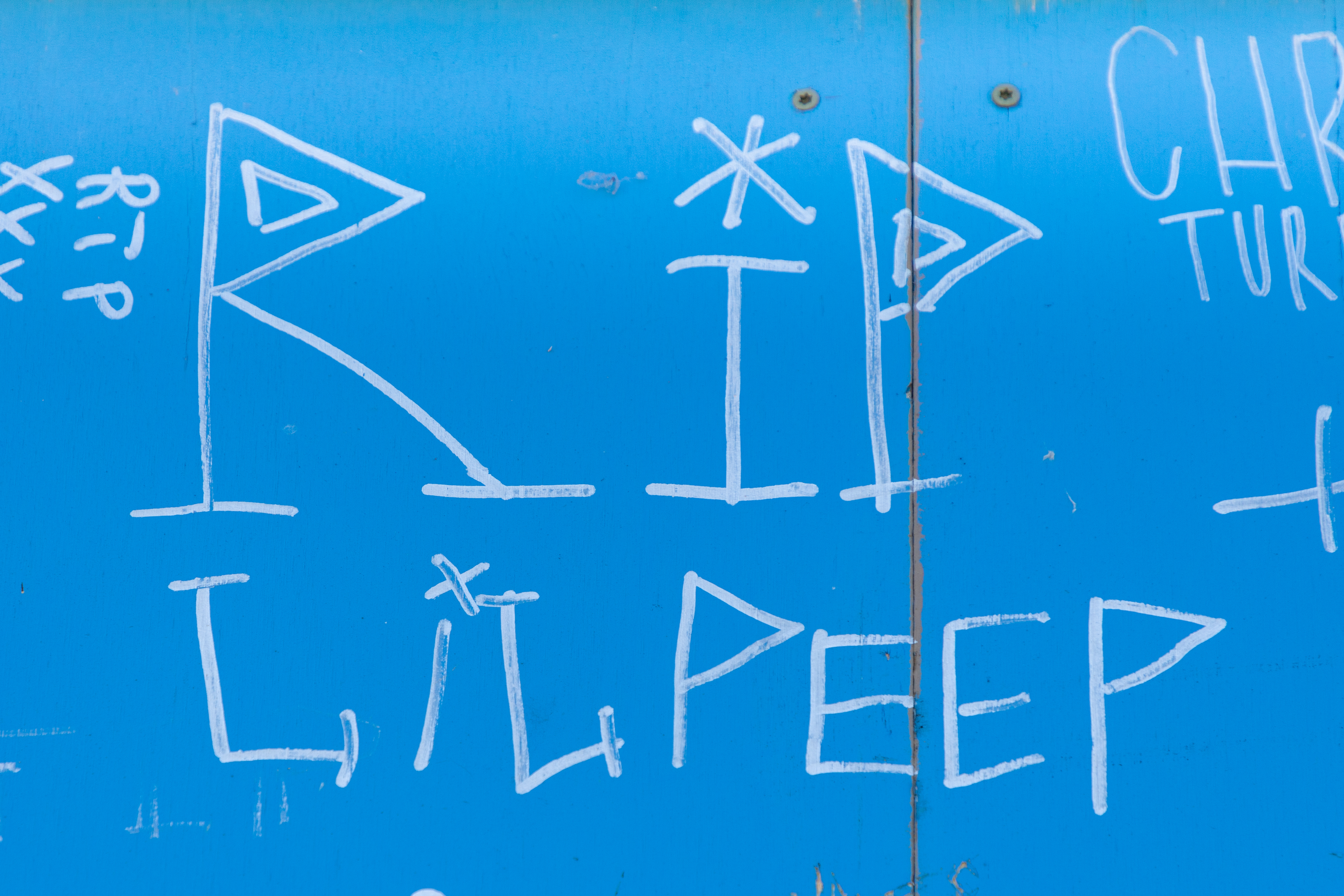
Lil Peepを追悼するグラフィティ（ミシガン州）

2017年11月15日、ピープのマネージャーがアリゾナ州ツーソンの会場で夜に行われるパフォーマンスに備えてチェックをしている時に、ピープがツアーバスの中で既に亡くなっている状態で発見された。殺人の疑いはなかった。ピープの死はオーバードースによるものだとされた。12月8日、ピマ郡の検死官は検死の詳細を発表した。それによると、死因は痛み止めであるフェンタニルとアルプラゾラムのオーバードースによる事故死であった。血液検査では大麻、コカイン、鎮痛剤、トラマドールの陽性反応が出ており、尿検査では複数の強力なオピオイドであるヒドロコドン、ヒドロモルフォン、オキシコドン、オキシモルフォンの反応を見せた。アルコールは検出されなかった。
死に至るまでの一連のインスタグラムの投稿で、ピープはシロシビンやマジックマッシュルームや大麻を摂取したと述べていた。もう1つは名前の分からない錠剤を口に落として飲み込み、処方された瓶を振っていた。そのビデオの前には、ザナックスの錠剤を6つ摂取したとも述べている。その後の投稿のキャプションには、「When I die, you'll love me」とあった。
死の翌日の警察発表では、ピープはコンサートが始まる前である午後5時45分頃に昼寝をしていた。彼のマネージャーは2度ピープの状況を確認したが、その時は寝ていて息もしていたが目は覚まさなかったという。しかし3度目の確認をした際にはピープは一切反応せず、息もしていなかった。マネージャーは医者の到着前に心肺蘇生を行ったが、その時に既にピープは死んでいたという。

### 追悼
ディプロ、ポスト・マローン、ピート・ウェンツ、Marshmello、ゼイン・ロウ、ASAP Nast、リッチ・チガ、プレイボーイ・カーティ、リル・ウージー・ヴァート、ベラ・ソーン、サム・スミス、リル・パンプ、マーク・ロンソン、アイラヴマコーネン、Lil Tracyといったアーティスト達がピープの死を追悼した。
2017年11月22日、ニューヨーク・タイムズの音楽評論家であるジョン・カラマニカはピープに関するポッドキャストを配信して死を追悼した。
グッド・シャーロットはリル・ピープの死を追悼して「Awful Things」のカバーを彼の育った故郷であるロングビーチで披露した。
スリー・デイズ・グレイスはリル・ピープの死を追悼してインスタグラムとツイッターアカウントにピープの曲である「Witchblades featuring Lil Tracy」のリミックスビデオを投稿した。リミックス曲のビートはスリー・デイズ・グレイスの「The Real You」のインストルメンタルをスローダウンさせたものだった。

## 人物
2016年、ピープはスキッド・ロウからエコー・パークのアパートに移り、大半の録音や製作をそこで行っていた。
ピープはトロンボーンとチューバを演奏することもあり、若い頃から音楽やファッションなどに関心を示していた。

### 薬物
リル・ピープは常にコカイン、エクスタシー、ザナックスなどについてリリックやSNSなどで言及していた。ピープは自分自身を「productive junkie」と表現し、オーディエンスに薬物使用を避けるようアドバイスしている。

### セクシュアリティ
2017年8月、バイセクシャルであるとカミングアウトした。その後、同じくゲイであることをカミングアウトしたばかりのアイラヴマコーネンとロンドンでコラボアルバムを制作している。Instagramの投稿などから2人は親密な関係であると思われていたが、リルピープの死後にマコーネンはインタビューで、あくまで親友という仲だったと述べている。

### 音楽性
リル・ピープの音楽はクラウド・ラップ、サウンドクラウド・ラップ、エモ・ラップ及びLo-Fiラップであるとされている。ニューヨーク・タイムズの音楽評論家であるジョン・カラマニカは、リル・ピープをLo-Fiラップに於けるカート・コバーンだと定義した。また彼の曲は悲観的で魔性のメロディを持つと説明した。オールミュージックはピープの音楽をヒップホップとロックのブレンドであり、トラップ、パンクそしてドリーム・ポップから影響を受けていると説明している。リル・ピープのリリックのテーマにはうつ病、薬物使用、人間関係そして希死念慮に関したことが含まれている。ピープはピッチフォークのSteven J. Horowitzから「エモの未来」と評された。

### 影響を受けたアーティスト
リル・ピープはファーストアルバムのリリース前にカート・コバーン、デヴィッド・ボウイ、フランク・オーシャン、リフ・ラフからのインスピレーションについて言及している。また「ラップ界のカート・コバーン」として知られることを求めていた。他に音楽的影響を受けたアーティストとして、グッチ・メイン、レッド・ホット・チリ・ペッパーズ、クリスタル・キャッスルズ、Seshollowaterboyz、Rozz Dyliams、マイ・ケミカル・ロマンス、パニック!アット・ザ・ディスコを挙げている。また、ピープがサンプリングしたアーティストは、ピアス・ザ・ヴェイル、ブランド・ニュー、レディオヘッド、アンダーオース、スリー・デイズ・グレイス、アヴェンジド・セヴンフォールド、スレイヤー、ザ・ポスタル・サーヴィス、オアシス、ザ・マイクロフォンズなどがいる。

## ディスコグラフィ

### スタジオ・アルバム
- Come Over When You're Sober, Pt. 1 (2017)
- Come Over When You're Sober, Pt. 2 (2018)

### ミックステープ
- Lil Peep Part One (2015)
- Live Forever (2015)
- Crybaby (2016)
- Hellboy (2016)

### EP
- Feelz (2015)
- Vertigo (2016)
- California Girls (with Nedarb Nagrom) (2016)
- Teen Romance (2016)
- Castles (with Lil Tracy) (2016)
- Castles II (with Lil Tracy) (2017)
- Goth Angel Sinner (with Fish Narc) (2019)